# 寨豁乡
寨豁乡，是中华人民共和国河南省焦作市博爱县下辖的一个乡镇级行政单位。

## 行政区划
寨豁乡下辖以下地区：
寨豁村、焦谷堆村、南坡村、东小底村、桥沟村、玄坛庙村、南田院村、探花庄村、东仲水村、大底村、茶棚村、馒头山村、司窑村、青天河村、张毛光村、方山村、谢庄村、黄塘村、张三街村、下岭后村、汉高城村、上岭后村、白坡村和江岭村。